# Nicola Valletta
Nicola Valletta, indicato a volte come Niccolò Valletta (Arienzo, 1750 – Napoli, 21 novembre 1814), è stato un giurista e scrittore italiano.

## Biografia
Nato ad Arienzo nell'odierna provincia di Caserta, fu giurista e storico del diritto, autore di diversi volumi sul diritto romano, canonico, feudale e del Regno di Napoli. Autore di epigrammi e composizioni ispirate alla poesia anacreontica, fu anche poeta dialettale. In particolare tradusse in vernacolo napoletano le opere di Orazio (Orazio alla Mandracchio), ma l'opera che lo rese più popolare fu la Cicalata sul fascino volgarmente detto jettatura, più volte ristampata, nella quale tentò una ricostruzione razionale della credenza dell'epoca nel potere iettatorio.

## Opere
- Elementi del diritto del Regno napoletano del dottor Niccolò Valletta, Napoli, Stamperia di Michele Morelli, 1776.
- Il fascino volgarmente detto la jettatura, [Napoli, 1777].
- Institutiones juris feudalis ab u.j.d. Nicolao Valletta in regio Neap. archigymnas. juris civ. ordin. antecess. et academ. Brevi planaque methodo concinnatae, Neapoli, excudebat Michael Morelli, 1780.
- Juris Romani institutiones ab U.J.D. Nicolao Valletta ..., Neapoli, excudebat Michael Morelli, 1782.
- Delle leggi del Regno napoletano distribuite in tre parti dal dr Nicola Valletta ..., 3 voll., Napoli, Stamperia di Michele Morelli, 1784-1786.
- Partitiones juris canonici ab U.J.D. Nicolao Valletta juris civilis antecessore concinnatae, Neapoli, ex officina Michaelis Morelli, 1785.
- Canzonetta di Nicola Valletta, Napoli, presso M. Morelli, 1787.
- Delle leggi feudali distribuite in quattro parti dal dr Nicola Valletta regio professore di leggi nell'Università di Napoli, 2 voll., Napoli, presso Michele Morelli, 1796.
- Dissertazione del feudo longobardo opposto alla qualità ereditaria, [Napoli?], [s.n.], [1801?]
- Juris civilis institutiones ab Nicolao Valletta brevi planaque methodo concinnatae, Napoli, [s.n.], 1802-1803.
- Giosuè al Giordano azione drammatica del D.r Nicola Valletta Regio Professor di Leggi da cantarsi nella solennità del Corpus Domini..., musica di D. Francesco Ruggi, Napoli, Stamperia di Vincenzo Cava, 1804.
- Poesie inedite del dottor Nicola Valletta professor decano di Legge nella Regia Università degli Studi, Napoli, Tipografia di Luigi Nobile, 1816.

### Traduzioni
- François Fénelon de Salignac de La Mothe, Del governo e della necessità, origine, diritti, limiti, e differenti forme della sovranità... Tradotta dal francese dal dottor Nicola Valletta, Napoli, [s.n.], 1794.

### Edizioni recenti
- Arazio a lo Mandracchio. Volgarizzamento napoletano dell'ars poetica di Q. Orazio Flacco. Manoscritto inedito del XVIII sec. di Nicola Valletta, a cura di Aniello Gentile, Caserta, Società di Storia patria di Terra di Lavoro, 2000.
- Cicalata sul fascino volgarmente detto jettatura, Ischia, Imagaenaria, 2004. ISBN 978-88-89144-31-2.